# Lamento de Dido
El Lamento de Dido (Dido's Lament) es el nombre de la famosa aria de la ópera Dido y Eneas, compuesta por Henry Purcell y con libreto de Nahum Tate. También se llama When I am laid in earth (Cuando yazga en la tierra).
El héroe troyano Eneas deja la ciudad de Cartago a pesar del amor compartido con la reina Dido. Ella, sabiendo que no puede vivir sin Eneas, decide suicidarse inmolándose en una hoguera. Irónicamente, el camino que toma el barco de Eneas es iluminado por el fuego. Dido dice sus últimas palabras a su leal doncella, Belinda, antes de morir. El aria, hecha en forma de chacona y lamento, es cantada por una soprano, un contratenor o una mezzosoprano. Aparte del acompañamiento instrumental, la pieza es un solo, lo que aumenta el drama emocional de la escena.

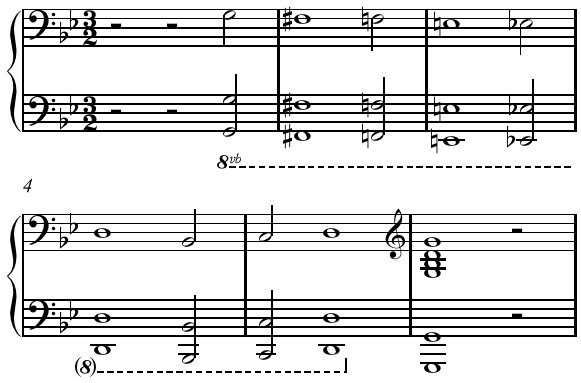
Bajo ostinato.

Audio (con sonido de piano).ⓘ

## Recitativo
Inglés
Thy hand, Belinda, darkness shades me,
On thy bosom let me rest, 
More I would, but Death invades me;
Death is now a welcome guest.
Español
Tu mano, Belinda; la oscuridad me envuelve.
En tu seno déjame descansar.
Más quisiera, pero la muerte me invade;
La muerte es ahora una bienvenida visita.

## Aria
Inglés
When I am laid, am laid in earyh, May my wrongs create 
No trouble, no trouble in thy breast;(x2) 
Remember me, remember me, but ah! forget my fate.(x2)
Remember me, but ah! forget my fate,(x2) 
Español
Cuando yazga, yazga en la tierra, que mis errores 
no causen cuitas a tu pecho; (x2)
Recuérdame, recuérdame, pero ¡ah! olvida mi destino. (x2)
Recuérdame, pero ¡ah! olvida mi destino; (x2)